# Peter Wentworth
Peter Wentworth, född 1529, död 1596, var en engelsk politiker, som tillhörde den yngre grenen av släkten Wentworth.
Wentworth var 1571-93 ledamot av parlamentet och förfäktade där, ofta i hetsig ton, de puritanska synpunkterna. Särskilt ivrade han för parlamentets fri- och rättigheter mot kungamakten och hölls för frispråkighet i detta ämne 1576 och 1587 kortare tider fängslad i Towern. Wentworth fängslades 1593 ånyo, för en petition i tronföljdsfrågan, och avled i Towern. Han skrev under fängelsetiden den ryktbara avhandlingen A pithie exhortation to her majesty for establishing her successor to the crown (postumt utgiven 1598). Wentworth var svåger till statssekreteraren Walsingham.
Såväl Wentworths bror Paul Wentworth, född 1533, död 1593, som hans son Thomas Wentworth, född omkring 1568, död 1623, utmärkte sig som parlamentsledamöter för frimodig kritik av det kungliga prerogativet. Den sistnämndes son, sir Peter Wentworth, född 1592, död 1675, var från 1641 ledamot av Långa parlamentet, och det var under en ordväxling där mellan honom och Oliver Cromwell den 20 april 1653, som denne förklarade Långa parlamentet upplöst. Sina gods testamenterade sir Peter Wentworth till en släkting, tillhörande familjen Dilke, vilken därefter i flera generationer bar namnet Wentworth.